# 小行星7936
小行星7936（英語：7936 Mikemagee）是一颗围绕太阳公转的小行星。1990年7月30日，亨利·E·霍爾特在帕洛马山发现了此天体。
这颗小行星的绝对星等为301.0505702160165等。